# 薛贵 (心理学家)
薛贵，北京师范大学认知神经科学与学习国家重点实验室教授，主要从事人类学习和记忆的认知和神经机制研究。薛贵曾入选中国教育部长江学者特聘教授，获得过2013年和2019年教育部自然科学奖一等奖。